# Оке-Овинге

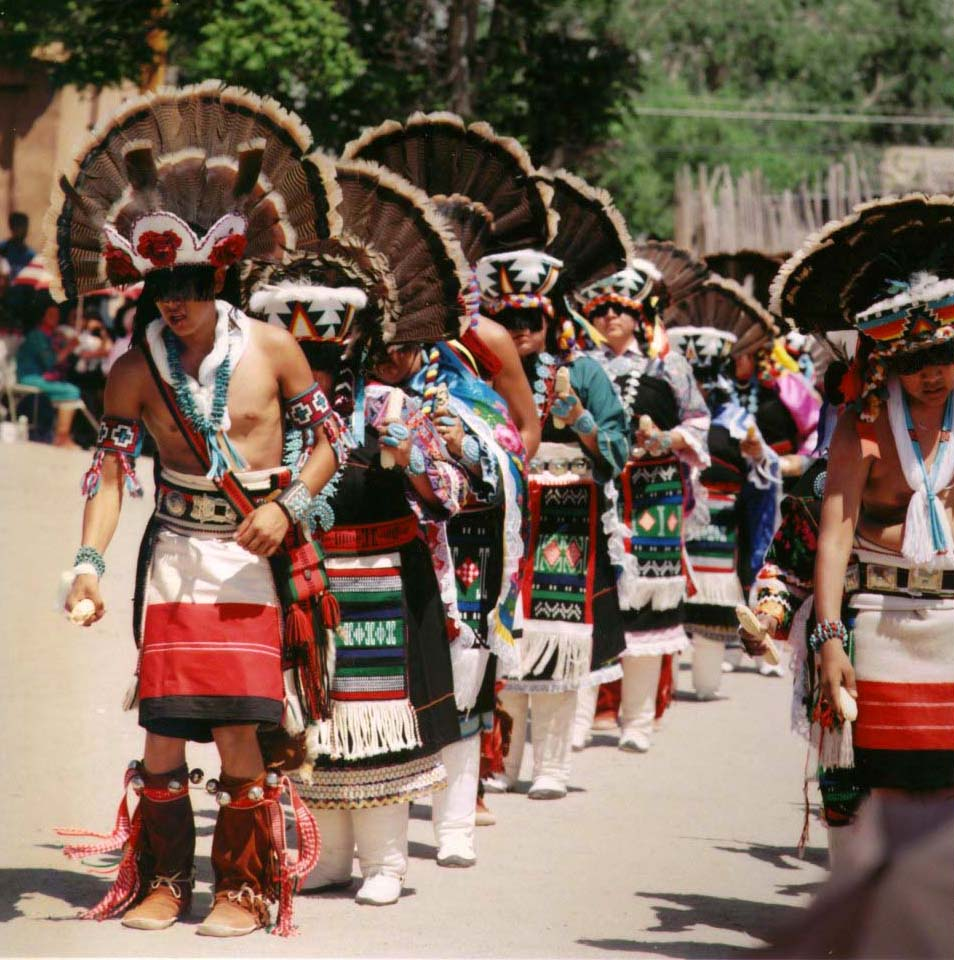
Танцоры в Оке-Овинге, 2005 год.

Оке-Овинге (англ. Ohkay Owingeh, ˈokɛ oˈwiŋɛ) — пуэбло (поселение) в округе Рио-Арриба, штат Нью-Мексико, США, в 40 км к северу от города Санта-Фе. Поселение ранее было известно под названием Сан-Хуан Пуэбло; название на местном языке было официально возвращено в ноябре 2005 года. На языке тева название означает «место, (где живут) сильные люди».
Посёлок был основан около 1200 года н. э. Согласно преданиям, народ тева переселился в эту местность с севера, предположительно из долины Сан-Луис в южном Колорадо.
После установления контроля над пуэбло в 1598 году испанский конкистадор дон Хуан де Оньяте переименовал посёлок в Сан-Хуан де лос Кабальерос в честь своего святого покровителя, и основал невдалеке первую испанскую столицу Новой Мексики.
В настоящее время Оке-Овинге — административный центр Восьми северных пуэбло и народа тева. Национальный праздник тева отмечается 24 июня. Почтовый индекс посёлка — 87566, при этом федеральная почта до настоящего времени предпочитает использовать старое название Сан-Хуан-Пуэбло; население по переписи 2000 года составило 3357 человек, при этом многие из жителей, зарегистрированных в пуэбло, постоянно проживают в близлежащем городке Сан-Хуан в Нью-Мексико.

## Известные жители
- Эстер Мартинес, лингвист и писательница-сказительница
- Попе, жрец из племени тева, предводитель восстания пуэбло 1680 года